# Стрежевий міський округ
Стрежеви́й міський округ (рос. Стрежевой городской округ) — адміністративна одиниця Томської області Російської Федерації.
Адміністративний центр та єдиний населений пункт — місто Стрежевий.

## Населення
Населення району становить 41230 осіб (2019; 42219 у 2010, 43815 у 2002).